# I Love a Rainy Night
«I Love a Rainy Night» es una canción del cantante de country estadounidense Eddie Rabbitt. Fue lanzado en noviembre de 1980 como el segundo sencillo de su álbum Horizon. Alcanzó el número uno en las listas Hot Country Songs, Billboard Hot 100 y Adult Contemporary Singles.

## Historia
Según el periodista e historiador de la música Fred Bronson, la canción tardó 12 años en poder llevarse a cabo. Rabbitt tenía una colección de cintas antiguas que guardaba en el sótano de su casa. Mientras buscaba en las cintas un día de 1980, escuchó un fragmento de una canción que había grabado una noche lluviosa a fines de la década de 1960. "Me trajo el recuerdo de estar sentado en un pequeño apartamento, mirando por la ventana a la una de la mañana, viendo caer la lluvia", escribió Bronson en The Billboard Book of Number One Hits.
Tras redescubrir la antigua letra, Rabbitt completó y grabó la canción con la ayuda de Even Stevens y David Mallo. El resultado incluyó descripciones vívidas de la afición de un hombre por las tormentas eléctricas y la paz que le brindan ("I love to hear the thunder / watch the lightnin' when it lights up the sky / you know it makes me feel good") y un sentido renovado de esperanza que traen las tormentas ("Showers wash all my cares away / I wake up to a sunny day").
La otra característica distintiva de la canción es su patrón rítmico de alternar chasquidos de dedos y palmadas, que se incluyó con la ayuda del percusionista Farrell Morris, quien, según The Billboard Book of Number One Country Hits, mezcló dos pistas de cada uno para completar el disco.

## Posición en listas
| Listas (1980)                       | Posición más alta |
| ----------------------------------- | ----------------- |
| Australia (Kent Music Report)       | 6                 |
| Canadá (RPM Country Tracks)         | 4                 |
| Canadá (RPM Top Singles)            | 11                |
| Estados Unidos (Adult Contemporary) | 1                 |
| Estados Unidos (Billboard Hot 100)  | 1                 |
| Estados Unidos (Hot Country Songs)  | 1                 |
| Nueva Zelanda (Recorded Music NZ)   | 8                 |
| Reino Unido (UK Singles Chart)      | 53                |

## Uso cultural de la canción
- La canción forma parte del repertorio de la emisora de radio K-Rose en el videojuego de Rockstar Games Grand Theft Auto: San Andreas.
- Aparece en la serie de Netflix Mindhunter, en el segundo episodio de su segunda temporada.
- Aparece en la serie de NBC The Blacklist, en el episodio once de su cuarta temporada.
- Aparece en la serie animada Family Guy en la sexta temporada.